# Bandiera del Madagascar
La bandiera del Madagascar è stata adottata il 14 ottobre 1958, due anni prima dell'indipendenza, mentre il Madagascar si preparava per un referendum sul suo status all'interno della comunità francese. La bandiera è composta da tre rettangoli di pari dimensioni. Uno bianco, collocato in verticale sul lato del pennone; gli altri due disposti orizzontalmente sul lato al vento (rosso quello sopra e verde quello sotto).
I colori della bandiera rappresentano la storia del Madagascar, il desiderio di indipendenza, e le classi tradizionali. Rosso e bianco erano i colori del Regno del Madagascar, che soccombette ai francesi nel 1896. Erano usati nella bandiera dell'ultimo monarca dei Merina, la Regina Ranavalona III. Tali colori potrebbero indicare le origini etniche del popolo malgascio nel Sud-est asiatico, e sono comuni alla bandiera indonesiana. Il verde era il colore degli Hova, un'importante classe di contadini, che ebbe una parte rilevante nelle agitazioni anti-francesi e nel movimento indipendentista.

## Bandiere storiche

Bandiera del Regno del Madagascar (1787-1885)
Bandiera del Protettorato francese del Madagascar (1885-1896)